# 国際連合安全保障理事会決議150
国際連合安全保障理事会決議150（こくさいれんごうあんぜんほしょうりじかいけつぎ150、英: United Nations Security Council Resolution 150, UNSCR150）は、1960年8月23日に国際連合安全保障理事会で全会一致で採択された決議である。コートジボワール共和国の国連加盟申請を検討し、同国の加盟承認を総会に勧告した。